# Олимпийский (посёлок)
Олимпи́йский — посёлок в Кумёнском районе Кировской области России. Входит в состав Речного сельского поселения.

## География
Посёлок находится в центральной части Кировской области, в пределах возвышенности Вятский Увал, в подзоне южной тайги, на правом берегу реки Большая Кумёна, вблизи места впадения её в реку Быстрицу, при автодороге 33Р-002, на расстоянии приблизительно 17 км (по прямой) к северо-западу от посёлка городского типа Кумёны, административного центра района. Абсолютная высота — 148 м над уровнем моря.
Климат
Климат характеризуется как континентальный, умеренно холодный. Среднегодовая температура — 1,6 °C. Средняя температура воздуха самого холодного месяца (января) составляет −12 °C (абсолютный минимум — −45 °С); самого тёплого месяца (июля) — 17,2 °C (абсолютный максимум — 37 °С). Годовое количество атмосферных осадков — 582 мм, из которых две трети выпадает в тёплый период. Снежный покров держится в течение 168 дней.

## Население
| 2010 |
| ---- |
| 431  |

Половой состав
По данным Всероссийской переписи населения 2010 года, в гендерной структуре населения мужчины составляли 44,5 %, женщины — соответственно 55,5 %.
Национальный состав
Согласно результатам переписи 2002 года, в национальной структуре населения русские составляли 95 % из 479 чел.